# Freddy González
Freddy Excelino González Martínez (n. 18 de junio de 1975 en Líbano, Tolima), es un ciclista  colombiano que fue profesional entre 2000 y 2014. Se destacó como escalador, ganó la clasificación de la montaña del Giro de Italia en 2001 y 2003. Su último equipo fue el RTS-Santic Racing Team de Taiwán.

## Biografía
Debutó como profesional en el equipo Aguardiente Néctar-Selle Italia en el año 2000 y participó del primero, de los seis Giro de Italia que disputó, aunque abandonó en la 18.ª etapa.
En 2001 culminó 3.º en la Settimana Coppi e Bartali. Disputó su 2.º Giro de Italia y ganó la clasificación de la montaña con más de 30 puntos de diferencia con el 2.º, Gilberto Simoni (quién fuera el vencedor de la general). Este título, lo reconquistó en 2003 además de obtener la clasificación al más combativo.
Previo al Giro 2003, culminó 3.º en el Tour de Langkawi (Malasia), prueba que ganó en 2004.
En 2005 dejó al equipo Colombia-Selle Italia y pasó al Panaria-Navigare, y aunque ganó una etapa de la Semana Lombarda dejó al equipo en junio. El 12 de agosto fichó por el equipo español Relax-Fuenlabrada y a fines del mes integró el equipo en la Vuelta a España, abandonando en la 12.ª etapa.
Para 2006 volvió al equipo ítalo-colombiano Selle Italia-Serramenti Diquigiovanni ganado 2 etapas de la Vuelta al Valle del Cauca y 2 en la Clásica Ciudad de Girardot. En la Vuelta a Colombia, fue retirado por prescripción médica cuando faltaba una etapa para finalizar la carrera, al habérsele detectado un número excesivo de hematocritos, con lo cual el fantasma del dopaje estuvo a su alrededor.
Colombia es Pasión fue el nuevo equipo para 2007. Ganó la 11.ª etapa de la Vuelta a Colombia, pero en un control antidopaje realizado el día anterior (8 de agosto) dio positivo por testosterona, siendo suspendido en un principio por 18 meses y finalizando la sanción el 13 de febrero de 2009.
Volvió con el equipo amateur Ebsa y en mayo del 2009 ganó una etapa y fue campeón de la Vuelta a Antioquia La UCI apeló la decisión y en un nuevo fallo, el 5 de agosto de 2009, se le impuso una nueva sanción que abarcaba hasta el 25 de marzo de 2010.
En 2010 fichó por el también equipo amateur Aguardiente Néctar-Cundinamarca-Pinturas Bler, con quien consiguió una etapa de la Clásica Ciudad de Girardot y otra en la Vuelta a Colombia
Retornó al profesionalismo en 2011 con el equipo Movistar Team Continental, debutando en la Vuelta a Antioquia y ganando una etapa de la Vuelta a Colombia. Tras una temporada, fichó por el equipo Azad University Cross Team junto a sus compatriotas Miguel Niño y Víctor Niño. Retornó al Movistar en 2013 y en febrero de 2014 decidió poner punto final a su carrera deportiva, pero en octubre del 2014 firmó con el equipo continental taiwanés RTS-Santic Racing Team.

## Palmarés
| 1998 - 2 etapas de la Vuelta a Colombia 1999 - 2 etapas de la Vuelta al Táchira - 1 etapa de la Vuelta a Colombia 2001 - Clasificación de la montaña del Giro de Italia 2003 - Clasificación de la montaña del Giro de Italia y Premio de la Combatividad 2004 - 2 etapas de la Vuelta al Táchira - Tour de Langkawi - 1 etapa de la Vuelta a Venezuela | 2005 - 1 etapa de la Semana Lombarda 2007 - 1 etapa de la Vuelta a Colombia 2009 - Campeón de la Vuelta a Antioquia, más 1 etapa 2010 - 1 etapa de la Vuelta a Colombia 2011 - 1 etapa de la Vuelta a Colombia |

## Resultados engrandes vueltas
| Carrera         | 2000 | 2001 | 2002 | 2003 | 2004 | 2005 |
| Tour de Francia | -    | -    | -    | -    | -    | -    |
| Giro de Italia  | Ab.  | 46°  | Ab.  | 34°  | Ab.  | Ab.  |
| Vuelta a España | -    | -    | -    | -    | -    | Ab.  |

## Equipos
- Aguardiente Néctar-Selle Italia (amateur) (1998)
- Aguardiente Néctar-Cundinamarca (amateur) (1999)
- Colombia-Selle Italia (2000-2004)
  - Aguardiente Néctar-Selle Italia (2000)
  - Selle Italia-Pacific (2001)
  - Colombia-Selle Italia (2002-2004)
- Panaria-Navigare (2005)[14]
- Relax-Fuenlabrada (2005[15]
- Selle Italia-Serramenti Diquigiovanni (2006)
- Colombia es Pasión (2007-2008)
  - Colombia es Pasión Team
  - Colombia es Pasión-Coldeportes
- EBSA (amateur) (2009)
- Aguardiente Néctar-Cundinamarca-Pinturas Bler (amateur) (2010)
- Movistar Team Continental (2011)
- Azad University Cross Team (2012)
- Movistar Team América (2013)
- RTS-Santic Racing Team (2014)[16]